# Setodocus albopunctatus
Setodocus albopunctatus – gatunek chrząszcza z rodziny kózkowatych i podrodziny zgrzypikowych. Jedyny przedstawiciel rodzaju Setodocus.

## Zasięg występowania
Afryka Zachodnia, notowany w Wybrzeżu Kości Słoniowej, Burkina Faso oraz Togo.